# FC Machida Zelvia
FC Machida Zelvia (FC町田ゼルビア?) är en japansk fotbollsklubb från Machida, Tokyo. Laget gör 2024 sin första säsong i den högsta proffsligan J1 League.  

## Placering tidigare säsonger
| Säsong | Nivå | Liga      | Placering | Referens | Notering                  |
| ------ | ---- | --------- | --------- | -------- | ------------------------- |
| 2014   | 3    | J3 League | 3         | [ 1 ]    |                           |
| 2015   | 3    | J3 League | 2         | [ 2 ]    | Uppflyttad till J2 League |
| 2016   | 2    | J2 League | 7         | [ 3 ]    |                           |
| 2017   | 2    | J2 League | 16        | [ 4 ]    |                           |
| 2018   | 2    | J2 League | 4         | [ 5 ]    |                           |
| 2019   | 2    | J2 League | 18        | [ 6 ]    |                           |
| 2020   | 2    | J2 League | 19        | [ 7 ]    | Pandemin                  |
| 2021   | 2    | J2 League | 5         | [ 8 ]    | Pandemin                  |
| 2022   | 2    | J2 League | 15        | [ 9 ]    | Pandemin                  |
| 2023   | 2    | J2 League | 1         | [ 10 ]   |                           |
| 2024   | 1    | J1 League | 3         | [ 11 ]   |                           |

## Trupp 2022
Uppdaterad: 23 april 2022
| Nr | Land      | Pos | Namn                |
| -- | --------- | --- | ------------------- |
| 2  | Japan     | F   | Masayuki Okuyama    |
| 3  | Japan     | F   | Kai Miki            |
| 5  | Japan     | F   | Kota Fukatsu        |
| 6  | Japan     | MF  | Kaishu Sano         |
| 7  | Brasilien | A   | Dudu                |
| 8  | Japan     | MF  | Leo Takae           |
| 9  | Nordkorea | A   | Jong Tae-se         |
| 10 | Japan     | MF  | Taiki Hirato        |
| 13 | Japan     | F   | Shunya Suganuma     |
| 16 | Japan     | MF  | Zento Uno           |
| 17 | Japan     | F   | Shohei Takahashi    |
| 18 | Japan     | MF  | Ariajasuru Hasegawa |

| Nr | Land      | Pos | Namn                                         |
| -- | --------- | --- | -------------------------------------------- |
| 19 | Japan     | MF  | Kazuma Yamaguchi (lån från Matsumoto Yamaga) |
| 20 | Japan     | A   | Daiki Sato                                   |
| 22 | Japan     | MF  | Hijiri Onaga                                 |
| 23 | Japan     | MV  | William Popp                                 |
| 24 | Japan     | F   | Jun Okano                                    |
| 26 | Japan     | F   | Takumi Narasaka                              |
| 28 | Japan     | A   | Shunsuke Ota                                 |
| 30 | Japan     | A   | Yuki Nakashima                               |
| 40 | Brasilien | A   | Vinícius Araújo                              |
| 41 | Japan     | MF  | Takuya Yasui                                 |
| 42 | Japan     | MV  | Koki Fukui                                   |
| 46 | Japan     | MF  | Ken Higuchi                                  |
| 50 | Japan     | MV  | Anton Burns                                  |